# شهرستان کیمبل (نبراسکا)
شهرستان کیمبل، نبراسکا (به انگلیسی: Kimball County, Nebraska) یک سکونتگاه مسکونی در ایالات متحده آمریکا است که در نبراسکا واقع شده‌است.

## خصوصیات
شهرستان کیمبل ۲٬۴۶۵٫۶۸ کیلومترمربع مساحت دارد.